# Bílsko u Hořic
Bílsko u Hořic (dříve Blsko a v letech 1921–1991 Bílsko, německy Bilsko) je obec v okrese Jičín v Královéhradeckém kraji. Žije v ní 118 obyvatel.

## Historie
První písemná zmínka o obci pochází z roku 1386.

## Obyvatelstvo
| Rok            | 1869 | 1880 | 1890 | 1900 | 1910 | 1921 | 1930 | 1950 | 1961 | 1970 | 1980 | 1991 | 2001 | 2011 | 2021 |
| -------------- | ---- | ---- | ---- | ---- | ---- | ---- | ---- | ---- | ---- | ---- | ---- | ---- | ---- | ---- | ---- |
| Počet obyvatel | 188  | 195  | 193  | 173  | 220  | 213  | 221  | 153  | 194  | 158  | 136  | 95   | 110  | 120  | 125  |
| Počet domů     | 26   | 30   | 30   | 29   | 37   | 36   | 45   | 52   | 52   | 45   | 45   | 54   | 55   | 56   | 53   |

## Obecní správa a politika
Mezi lety 1850–1880 patřilo Bílsko u Hořic jako osada obce k Libonicím v okrese Hradec Králové (1850–1880). V letech 1880–1960 byl obcí v okrese Hradec Králové (1884–1890), posléze v okrese Nová Paka (1900–1930), poté v okrese Hořice (1950) a později v okrese Jičín. Od 1. ledna 1961 do 23. listopadu 1990 patřilo jako část obce k Dobré Vodě u Hořic a od 24. listopadu 1990 je opět samostatnou obcí.
Obec se člení na dvě základ
ní sídelní jednotky: Malé Bílsko a Velké Bílsko.

### Obecní symboly
Znak a vlajka byly obci uděleny rozhodnutím předsedy Poslanecké sněmovny Parlamentu České republiky dne 9. prosince 2015.